# Rhacophorus lateralis
Rhacophorus lateralis är en groddjursart som beskrevs av George Albert Boulenger 1883. Rhacophorus lateralis ingår i släktet Rhacophorus och familjen trädgrodor. IUCN kategoriserar arten globalt som starkt hotad. Inga underarter finns listade i Catalogue of Life.